# Programa Zond
Zond (Зонд; “sonda” en ruso) es el nombre de una serie de vehículos automáticos soviéticos ideados como sistemas de pruebas con vistas a un futuro alunizaje y puestas en servicio entre 1963 y 1970. La serie se inició con el despegue de las primeras naves Zond destinadas al estudio de Marte y Venus pasando por las cercanías de la Luna. 

## Objetivos

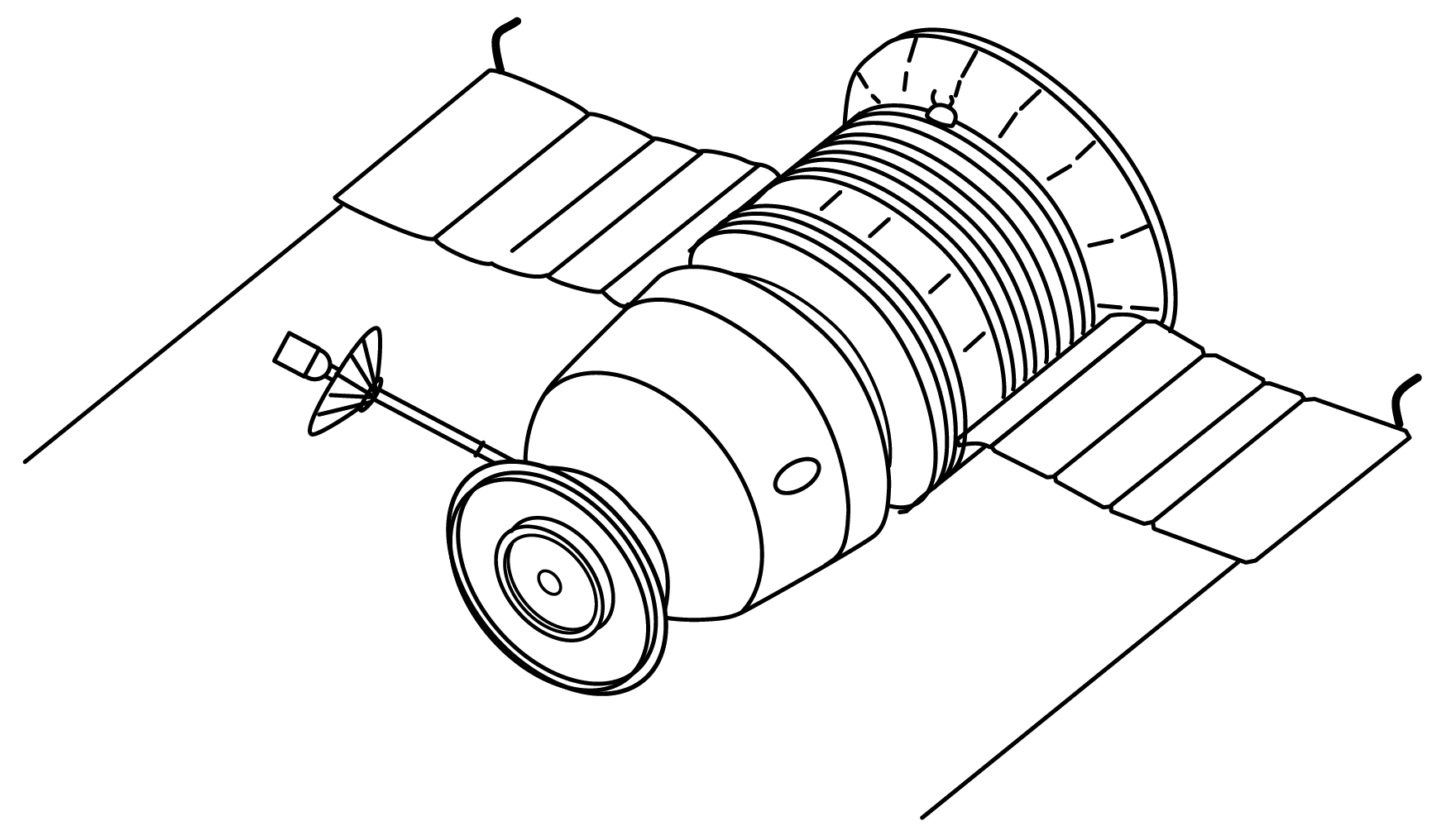
Diagrama de una Zond.

Desde la 4.ª hasta la 8.ª misión fueron pruebas para vuelos tripulados circunlunares. También se probó la nave Soyuz 7K-L1 para que fuera usada en la misión a la Luna. Todas fueron lanzadas usando el cohete Protón que eran lo suficientemente poderoso para mandar las Zond en una trayectoria de regreso libre sin entrar en órbita lunar. La misión soviética tenía capacidad de llevar 1 o 2 cosmonautas.
Por su parte, Laura Cortéz Robayo señala que el Ranger 6 y el Ranger 7 fueron lanzados en 1964 por los estadounidenses, y un año después, en 1965, se lanzaron el Ranger 8, el Luna 9 y el Zond 3, que fotografió una zona de cerca de cinco millones de kilómetros cuadrados de la cara lunar no visible desde la Tierra, lo que dio una imagen completa de tal hemisferio del satélite natural.
Al principio hubo problemas con el nuevo Protón y la nave Soyuz pero fueron solucionados sobre la marcha. El vuelo no tripulado circular de la Zond 5 en septiembre de 1968 hizo que la NASA apurara sus esfuerzos y lanzara el Apolo 8 a volar por la luna en diciembre de 1968. Esto se debe a que la CIA creía que Rusia se preparaba para un vuelo tripulado al satélite. Finalmente 4 de las 5 misiones Zond tuvieron fallos en vuelo que pudieron haber matado a la tripulación.
Los experimentos dieron como resultado mucha información como la de flujos de micrometeoros, radiación solar y cósmica, campos magnéticos, emisiones de radio y el viento solar.

## Misiones
| Vehículo | Lanzamiento              | Destino | Llegada | Aproximación | Observaciones |
| -------- | ------------------------ | ------- | ------- | ------------ | --- |
| Zond 1   | 2 de abril de 1964       | Venus   |         |              | Lanzada desde un satélite pesado en órbita terrestre. Pérdida de contacto el 14 de mayo de 1964. Situada en órbita solar. |
| Zond 2   | 30 de noviembre de 1964  | Marte   |         |              | Pesaba 960 kg. Contacto perdido en mayo de 1965 a 4'5 millones de km de la Tierra. Probados con éxito 6 motores eléctricos experimentales de plasma para el control de ajuste.                                                                 |
| Zond 3   | 18 de julio de 1965      | Luna    |         |              | Pesaba 960 kg. Prueba de sistemas para sondas interplanetarias. Transmite 25 fotografías de la cara oculta de la Luna a 9.200 km. |
| Zond 4   | 2 de marzo de 1968       |         |         |              | Pesaba 2500 kg. Sonda automática en órbita terrestre de 211x290 km. Estudio de las regiones superiores del espacio. Probable prueba de cápsula del tipo Soyuz para futuras misiones humanas.                                                   |
| Zond 5   | 15 de septiembre de 1968 | Luna    |         |              | Regresa el 21 de septiembre del mismo año. Pesaba 2500 kg. Primera sonda automática que circunnavega la Luna, y regresa a la Tierra en trayectoria libre. A bordo lleva tortugas, insectos, semillas y plantas. Sobrevuela la Luna a 1.212 km. |
| Zond 6   | 10 de noviembre de 1968  | Luna    |         |              | Regresa el 17 de noviembre. Peso: 2.720 kg. Segundo vuelo circunlunar con recuperación. Toma imágenes de la cara oculta a 2.420 km de altura.                                                                                                  |
| Zond 7   | 7 de agosto de 1969      | Luna    |         |              | Regresa el 14 de agosto. Peso: 2.720 kg. Vuelo circunlunar. Fotografía la cara oculta desde 2200 km. Realiza fotografías en color de la Tierra y la Luna.                                                                                      |
| Zond 8   | 20 de octubre de 1970    | Luna    |         |              | Regresa el 27 de octubre. Vuelo circunlunar a 1.118 km de su superficie. Toma fotografías y estudia la trayectoria y el ambiente. |